# Ascensio Martiarena

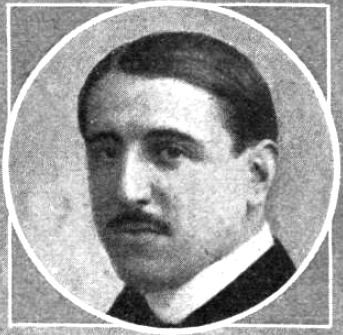
Martiarena hacia 1912

Ascensio Martiarena Laskurain (San Sebastián, Guipúzcoa, España, 8 de diciembre de 1884 - ibíd., 2 de agosto de 1966) fue un pintor español.

## Biografía
Nació en San Sebastián, el 8 de diciembre de 1884, en el seno de una ilustre familia donostiarra. Sus aficiones a la pintura se manifestaron muy pronto. Por deseo de sus padres inició los estudios de Ingeniería Industrial que dejaría a los dos años para ingresar a Artes Plásticas. En 1900 dio sus primeros pasos en el arte en San Sebastián, marchando después a Madrid, allí fue discípulo de don Marceliano Santamaría, coincidiendo y viviendo junto con otros pintores vascos conocidos hoy por su obra y aportación a la pintura como Julián Tellaeche y Pablo Arriarán.
En 1902 se marcha con ellos a París, ingresó en un principio en la Academia Libre de la Grande Chaumiére y más tarde en la escuela de Jean Paul Laurens, a quien Martiarena consideró siempre su auténtico maestro. Su estancia en París se prolongaría un par de años aunque más tarde volvería a realizar estancias cortas en la capital de Francia, donde hizo grandes amigos, no sólo en el mundo artístico sino también en la sociedad alegre y despreocupada de la Francia de entonces.

## Trayectoria y Exposiciones
A sus 21 años presentó sus cuadros en Madrid, los cuales fueron exhibidos en la Exposición Nacional de Bellas Artes, logrando una mención honorífica, siendo esta la primera vez que se presentaba a un premio; el cuadro con el que consiguió la mención fue el titulado “Mercader Moro”. En esta época Martiarena tiene contacto con el Impresionismo dominante en aquellos años; esta corriente estética caló hondamente en él a lo largo de su vida artística, la mantienen con acento personalísimo en toda su obra. 
De 1904 a 1910 se experimentan grandes cambios en San Sebastián: la ciudad se expande y la economía es floreciente. El tres de mayo se inaugura el Banco de San Sebastián, hoy desaparecido; se construye La Perla del Cantábrico. Todo esto influye indudablemente en la vida y trabajo de Martiarena que empieza a ser mimado por la crítica local, mejora su estado económico que por aquel entonces no era muy holgado y comienza a mostrar sus obras en el salón de “El Pueblo Vasco”, esta exposición fue para él el afianzamiento y reconocimiento de su labor.
En 1911 en Bilbao formó parte destacada del grupo de la Asociación de Artistas Vascos, digna de ser mencionada por el gran crisol que constituía y por la obra que salió de ella. Martiarena fue uno de los maestros de aquel grupo creador.
El 20 de julio de 1912 se alzó por primera vez el telón del Teatro Victoria, el arquitecto que lo diseñó, entregó a Martiarena y a Ignacio Ugarte varios proyectos de decoración que consistían en el techo o bóveda del Teatro, al que Ugarte añadió un tema de caballos que fue aceptados y que hoy podemos ver en el citado Teatro, y a Martiarena un tríptico en la entrada y éste, a su vez, presentó uno cuyo tema representaba a la música, danza y la poesía, que fue aceptado y realizado por el maestro, obra que hoy podemos ver en la entrada principal y por el paseo de la República Argentina. 
En la enseñanza fue libre y esto hizo que llegara a ser un gran artista y creara o ayudara a crear nuevos artistas que como él dejan hoy un gran legado dentro de la Pintura Vasca. 
En 1913 contrae matrimonio con María Díaz-Tejeiro, que fue su compañera de vida sobreviviéndole a su muerte; de este matrimonio nacieron tres hijos: Maruqui, Lola y Ramón. En el año de 1915 fue nombrado Académico Correspondiente de la Real Academia de Bellas Artes de San Fernando compartiendo lista con los ilustres guipuzcoanos, Joaquín Pavía y Bermingham, Manuel Martínez Añibarro, Ramón Seoane, Leonardo Moyúa-Marqués de Roca Verde, Rogelio Gordón, Ramón Luis de Camio, Pedro Manuel de Soraluce y Boyat, Francisco Gascue, Adrián de Loyarte, todos ellos nombres muy conocidos y están ligados a la historia de San Sebastián. En 1916, en el concurso celebrado con motivo de la apertura del Canal de Panamá, obtuvo una tercera medalla, siendo elogiado en Iberoamérica especialmente por la nutrida colonia vasca residente en aquel continente. Continúa participando en las Exposiciones Nacionales de Bellas Artes, y en 1920 vuelve a mostrar sus trabajos en el Certamen Nacional y en esta ocasión lo hace con los titulados “La Americanita” y “La Mirada”, siendo este el último año que participa.
A finales de 1941, después de su exilio en Francia desde hacía cinco años, se incorpora a sus actividades pictóricas y docentes, lo que podríamos llamar segunda etapa de su magisterio y trabajó mucho realizando numerosos cuadros de los que de doce o quince se convertirían después en obras de arte que hay que recordar: “Panorámicas de Soria”, “Corralizas de Soria grandes y pequeñas”, “El Mirón”, apuntes de las calles de Soria, también en varios tamaños, y varias cabezas de la “Santera del Mirón”. Durante 1948 realizó exposiciones, la primera del 1 al 15 de mayo en las Salas Municipales de Arte, y mostró sus obras en la Exposición Bienal de Artistas Guipuzcoanos donde colgó el cuadro “El Boyero” y un paisaje que tituló “Puesta de Sol”. 
Martiarena pertenece a la que podemos llamar Generación del 36, todos cuyos miembros va a tener en común el hecho de que verían interrumpidos el normal desarrollo de su devenir existencial y artístico por el conflicto bélico iniciado el julio del 36.

## Obras trascendentes

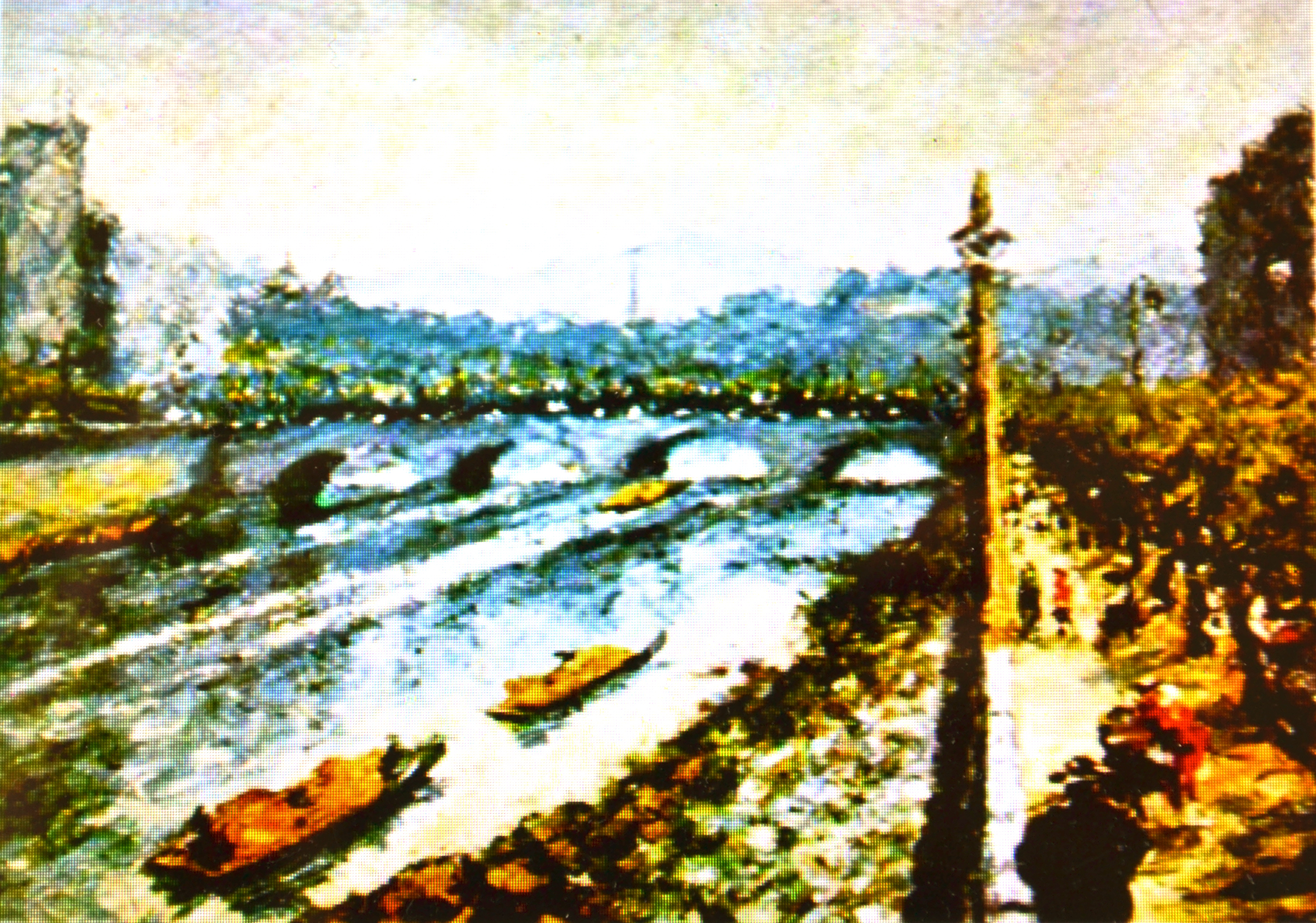
«El Urumea», óleo obra de Ascensio Martiarena Lascurain. Año 1949.

Sus obras más conocidas: Rita (mujer vasca), El Rosario, Madre vasca, Retrato de señora, Cacharrera castellana, Desnudo, Puente del Sena, Retrato de mi padre (Museo de Bellas Artes de Bilbao), Retrato de don Miguel de Unamuno, "Retrato de Pío Baroja", "Retrato de Monsieur George Dorvier" (Museo del Ferrocarril de Madrid), "General Francisco Franco" (Museo de San Telmo),Playa Bretona y los dibujos Americanita y La mirada, Tríptico de la entrada del Teatro Victoria Eugenia de San Sebastián (Música, Poesía y Danza) y muchísimos paisajes y retratos.

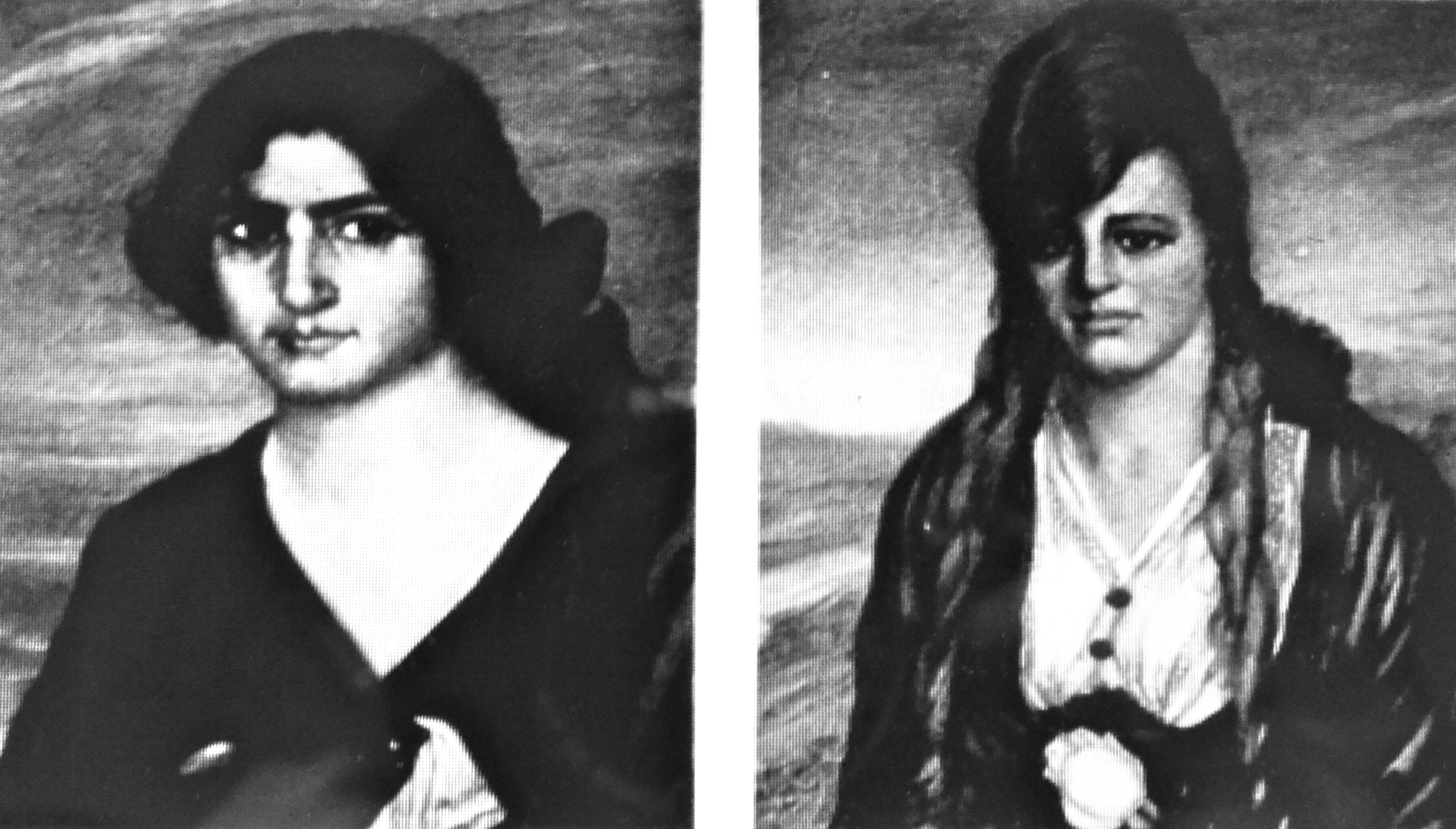
«Capullo rojo» (izquierda) y «Capullo blanco» (derecha); óleos, obra de Ascensio Martiarena Lascurain, presentados en la exposición de la Asociación de Artistas Vascos celebrada en Madrid en 1920.

Sobre los retratos de mujeres: realizó una serie de retratos, con los que tuvo mucho éxito en París entre los años 1924-1926. Retratos que por otra parte son el resultado del gusto de una moda dentro de la burguesía parisina. Son retratos de la cara y en algunos sugiere los hombros, donde con la combinación de los tres colores (sanguina, blanco y negro) logra captar la sensación de carnosidad y el aspecto psicológico del retratado. En casi todos ellos la luz es lateral y suave donde la transición de la luz a la sombra se hace de manera suave buscando siempre la armonía con el fondo. La luz es vaporosa, envuelve todo el cuadro, existiendo una relación de fusión y no de contraste con el fondo.
Ascensio Martiarena falleció en la ciudad de San Sebastián el 2 de agosto de 1966.